# Cotinga ridgwayi
El cotinga turquesa (en Costa Rica) (Cotinga ridgwayi), también denominado cotinga de Ridgway es una especie de ave paseriforme de la familia Cotingidae perteneciente al género Cotinga. Es nativo de América Central, endémico de Costa Rica y Panamá.

## Distribución y hábitat
Se distribuye por la pendiente del Pacífico de Costa Rica (hacia el sur desde el golfo de Nicoya) y oeste de Panamá (al sur hasta Chiriquí).
Habita en el dosel y en los bordes de selvas húmedas, crecimientos secundarios, y árboles altos en plantaciones de café de sombra. En Panamá, ocurre principalmente entre 1200 y 1600 m de altitud (a veces más bajo), pero principalmente abajo de los 900 m (con registros altos hasta 1850 m) en Costa Rica.

## Estado de conservación
El cotinga turquesa ha sido calificada como «vulnerable», debido a que su pequeña población total, estimada entre 1250 y 2820 individuos maduros, se sospecha estar en rápido decadencia, en línea con las tasas de deforestación y degradación de su hábitat en su ya restringida área de distribución. La especie ha desaparecido de varias áreas donde anteriormente se encontraba.

## Sistemática

### Descripción original
La especie C. ridgwayi fue descrita por primera vez por el ornitólogo estadounidense Robert Ridgway en 1887 bajo el mismo nombre científico; su localidad tipo es: «Pozo Azul, Costa Rica»; el holotipo, un macho adulto, recolectado el 8 de septiembre de 1886 por José Castulo Zeledón, se encuentra depositado en el Museo Americano de Historia Natural en Nueva York, bajo el número USNM 109813.

### Etimología
El nombre genérico femenino «Cotinga» deriva del nombre de la especie tipo del género, Ampelis cotinga, cuyo nombre específico por su vez deriva del tupí «catingá» quer significa ‘ave colorida y brillante de la selva’; y el nombre de la especie «ridgwayi», conmemora a Robert Ridgway (1850–1929), nombre dado por el recolector José Castulo Zeledón.

### Taxonomía
Es monotípica.